# Victor II van Anhalt-Bernburg-Schaumburg-Hoym
Victor II Karel Frederik van Anhalt-Bernburg-Schaumburg-Hoym (Heerlijkheid Schaumburg, 2 november 1767 - aldaar, 22 april 1812) was van 1806 tot aan zijn dood de vierde vorst van Anhalt-Bernburg-Schaumburg-Hoym. Hij behoorde tot het huis Ascaniërs.

## Levensloop
Victor II was de oudste zoon van vorst Karel Lodewijk van Anhalt-Bernburg-Schaumburg-Hoym uit diens tweede huwelijk met Eleonora, dochter van vorst Frederik Willem van Solms-Braunfels. In 1806 volgde hij zijn vader op als vorst van Anhalt-Bernburg-Schaumburg-Hoym.
Hij overleed in april 1812 op 44-jarige leeftijd, zonder mannelijke nakomelingen. Zijn 71-jarige ongehuwde oom Frederik volgde hem op, maar die overleed hetzelfde jaar. Dit betekende het uitsterven van de mannelijke lijn van het huis Anhalt-Bernburg-Schaumburg-Hoym. Victors bezittingen in Nassau, waaronder Schaumburg en Holzappel, werden geërfd door zijn oudste dochter Hermine, die ze in het huis Habsburg bracht. Zijn bezittingen in Anhalt werden het voorwerp van een rechtsstrijd, waarbij in 1828 beslist werd ten gunste van hertog Alexius Frederik Christiaan van Anhalt-Bernburg.

## Huwelijk en nakomelingen
Op 23 oktober 1793 huwde Victor II met Amalia van Nassau-Weilburg (1776-1841), dochter van vorst Karel Christiaan van Nassau-Weilburg. Ze kregen vier dochters:
- Hermine (1797-1817), huwde in 1815 met aartshertog Jozef van Oostenrijk.
- Adelheid (1800-1820), huwde in 1817 met groothertog August van Oldenburg
- Emma (1802-1858), huwde in 1823 met vorst George II van Waldeck-Pyrmont
- Ida (1804-1828), huwde in 1825 met groothertog August van Oldenburg, weduwnaar van haar zus Adelheid